# AGM-88 HARM

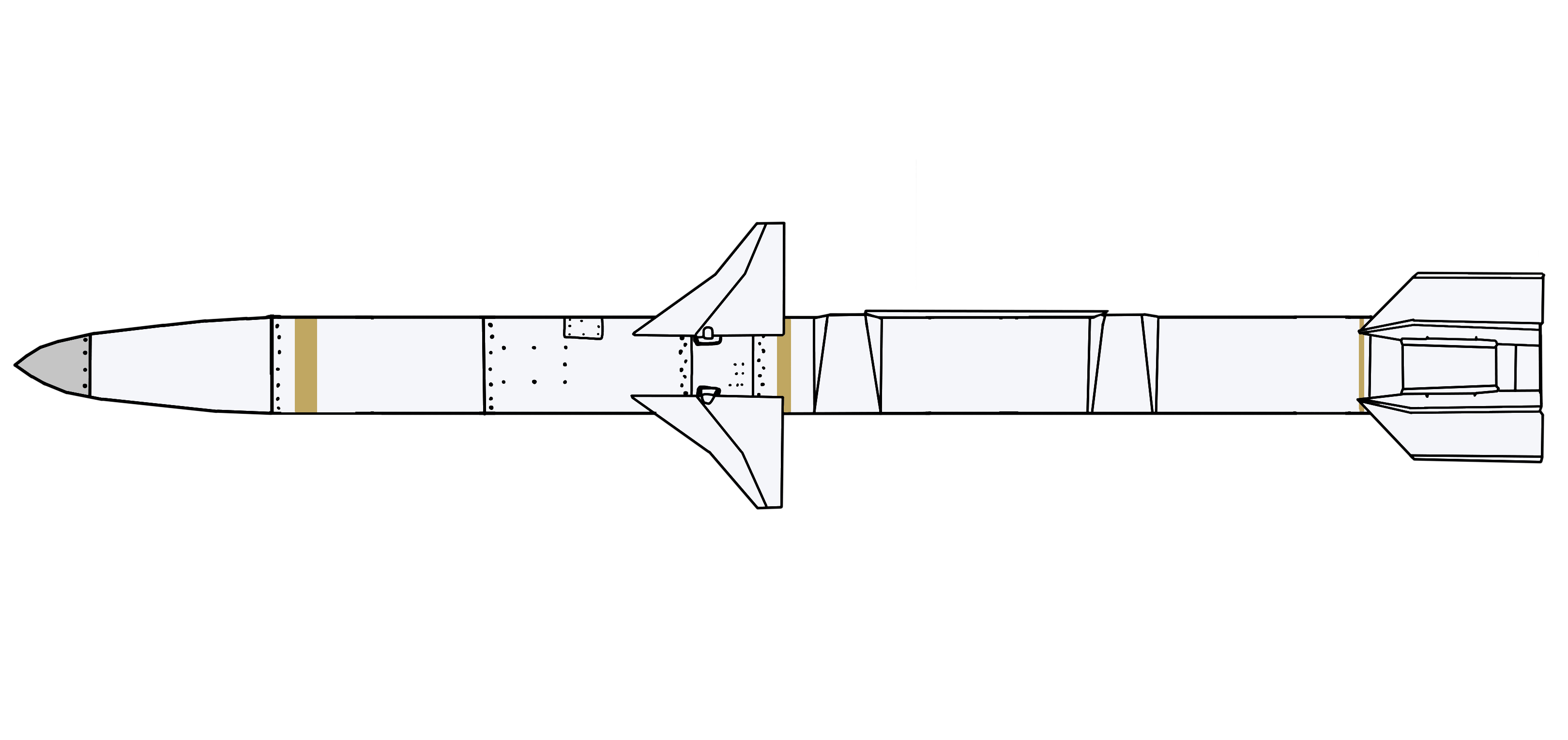
Rysunek AGM-88A HARM

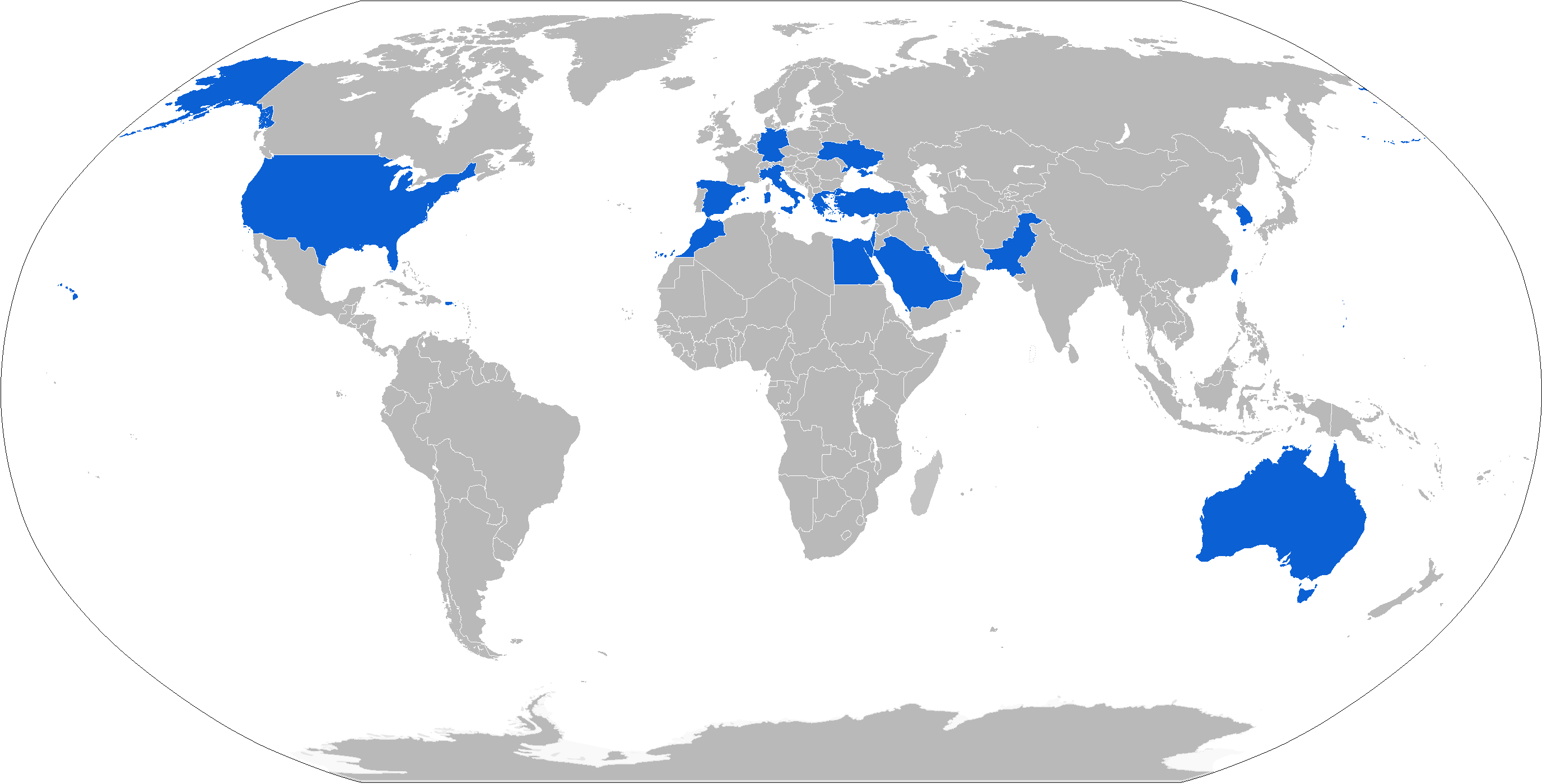
Użytkownicy pocisków HARM

AGM-88 HARM (High-speed Anti-Radiation Missile) – zaliczany do broni precyzyjnego rażenia amerykański naddźwiękowy pocisk rakietowy klasy powietrze-ziemia służący do niszczenia urządzeń radarowych przeciwnika, zwłaszcza systemów obrony przeciwlotniczej, naprowadzając się na źródło emitowanych przez nie sygnałów.
Pocisk zaprojektowany przez Texas Instruments jako następca przeciwradarowych pocisków rakietowych poprzednich generacji AGM-45 Shrike i AGM-78 Standard ARM jest obecnie produkowany przez korporację Raytheon.
AGM-88 HARM jest zdolny do atakowania określonego celu bez względu na liczbę innych źródeł promieniowania radarowego. Naprowadzanie na cel po wystrzeleniu odbywa się całkowicie automatycznie przy pomocy wbudowanej w część dziobową pocisku anteny odbiorczej. Napęd pocisku stanowi silnik rakietowy Thiokol na stały materiał pędny o niskiej emisji dymu, który umożliwia rozpędzenie go do prędkości naddźwiękowej. Głównymi nosicielami HARM-ów są samoloty marynarki i piechoty morskiej Stanów Zjednoczonych EA-6B Prowler i F/A-18 Hornet. USAF po wycofaniu ze służby samolotów F-4G Phantom II posiada tylko jedną maszynę zdolną do przenoszenia HARM-ów, F-16C Fighting Falcon.
Pocisk w wersji AGM-88B HARM posiada unowocześnioną elektronikę oraz oprogramowanie, a także programowalną pamięć elektroniczną. System HARM składa się z wyrzutni LAU-118(V)1/A i specjalistycznych urządzeń elektronicznych zainstalowanych na pokładzie samolotu. System ma za zadanie wykrycie i namierzenie wybranego celu, a następnie po przesłaniu danych do pamięci pocisku HARM wystrzelenie go w jego kierunku. Duża czułość głowicy naprowadzającej umożliwia atakowanie celów również z tyłu i z boku, nie tylko od przedniej części radaru emitującej największe promieniowanie.
Pociski HARM mogą działać w trzech trybach:
- Pre-briefed – w którym pocisk jest zaprogramowany na docelowy obszar ataku, po czym wystrzeliwany z dużej odległości. Zbliżając się do niego, przeszukuje za pomocą swoich sensorów przestrzeń, w poszukiwaniu sygnałów wrogiego radaru, a po jego wykryciu, naprowadza się na źródło sygnału, niszcząc je następnie. Przy odpowiednim użyciu, tryb ten jest bardzo skuteczny – zwłaszcza przy użyciu dużej liczby pocisków. Nawet bowiem jeśli nie zniszczoną one żadnego radaru, pociski te zmuszają przeciwnika do wyłączenia radarów, co zapewnia na pewien czas swobodę działania w powietrzu własnych samolotów. Wykorzystanie pocisków przeciwradarowych w tym trybie nosi w nomenklaturze NATO nazwę SEAD – Suppression of Enemy Air Defenses (zduszanie obrony przeciwlotniczej przeciwnika).
- Self-protect – w tym trybie, pokładowy system ostrzegawczy wykrywa opromieniowanie samolotu radarem i identyfikuje je, oraz automatycznie przekazuje dane o radarze do pocisku, który po wystrzeleniu naprowadza się na źródło wykrytego sygnału bądź na konkretną lokalizację w której znajdowało się źródło sygnału jeśli radar przestał emitować.
- Target of opportunity – tryb podobny do trybu self-protect, lecz polega na własnych sensorach pocisku HARM, który po wykryciu opromieniowania alarmuje pilota i doradza mu wystrzelenie pocisku. Tryb ten jest bardzo przydatny w przypadku samolotów nie wyposażonych w pokładowy system ostrzegawczy przed opromieniowaniem.

## AGM-88E AARGM
W celu zwiększenia efektywności i niezawodności pocisku podjęto prace rozwojowe nad pociskiem oznaczonym jako AGM-88E AARGM (Advanced Anti-Radiation Guided Missile). Projekt ma na celu zbudowanie pocisku zdolnego do naprowadzania się w dwóch trybach, pasywnym i aktywnym. Tryb pasywny, jak w pocisku poprzedniej wersji, polega na naprowadzaniu się na źródło promieniowania elektromagnetycznego emitowane przez urządzenia radarowe, natomiast aktywny tryb wykorzystuje wbudowany radar działający na falach milimetrowych do namierzenia celu w przypadku jego wyłączenia i zaprzestania emisji lub użycia przez przeciwnika środków przeciwdziałania namierzeniu.
21 stycznia 2009 roku, ATK Alliant Techsystems otrzymała kontrakt na uruchomienie produkcji wstępnej (Low rate production) AGM-88E AARGM. W 2021 roku do produkcji wszedł pocisk najnowszej generacji, AGM-88G AARGM-ER, którego nabywcą została m.in. Polska.

## Użycie bojowe
Pociski AGM-88 HARM zostały wprowadzone do uzbrojenia amerykańskich sił zbrojnych w marcu 1983. Pierwsze użycie bojowe zanotowano podczas amerykańskiej operacji przeciw Libii w 1986, gdy przy pomocy HARM-ów zniszczono cele w okolicach zatoki Wielka Syrta. W 1991 podczas wojny w Zatoce Perskiej pociski HARM były intensywnie używane przeciwko irackim stacjom radarowym i systemom obrony przeciwlotniczej.
Od sierpnia 2022 roku pociski HARM, przekazywane przez USA i zintegrowane z ukraińskimi myśliwcami MiG-29, były używane przeciw rosyjskim radarom podczas inwazji Rosji na Ukrainę. Z uwagi jednak na nieprzystosowanie po-radzieckich samolotów do przenoszenia pocisków HARM, pociski te mogły być wykorzystywane jedynie w trybie pre-briefed.